# MsQuic
MsQuicは、C言語で記述されたIETF版QUIC（iQUIC）の自由かつオープンソースな実装であり、WindowsとLinuxの両方で利用することができる。このライブラリはクロスプラットフォームの汎用QUICライブラリとして設計されており、最大のスループットと最小の遅延を実現するためにクライアントソフトウェアとサーバソフトウェアに最適化されている。MsQuicは非同期IO、受信側スケーリング (英語: Receive side scaling、RSS) およびUDP送受信合体に対応している。
Microsoft WindowsのHTTP/3スタックとSMBスタックは共にMsQuicを利用している。
MsQuicのソースコードはMIT Licenseの下で利用が許諾されており、GitHubで入手することができる。